# Tokaj-Hegyalja

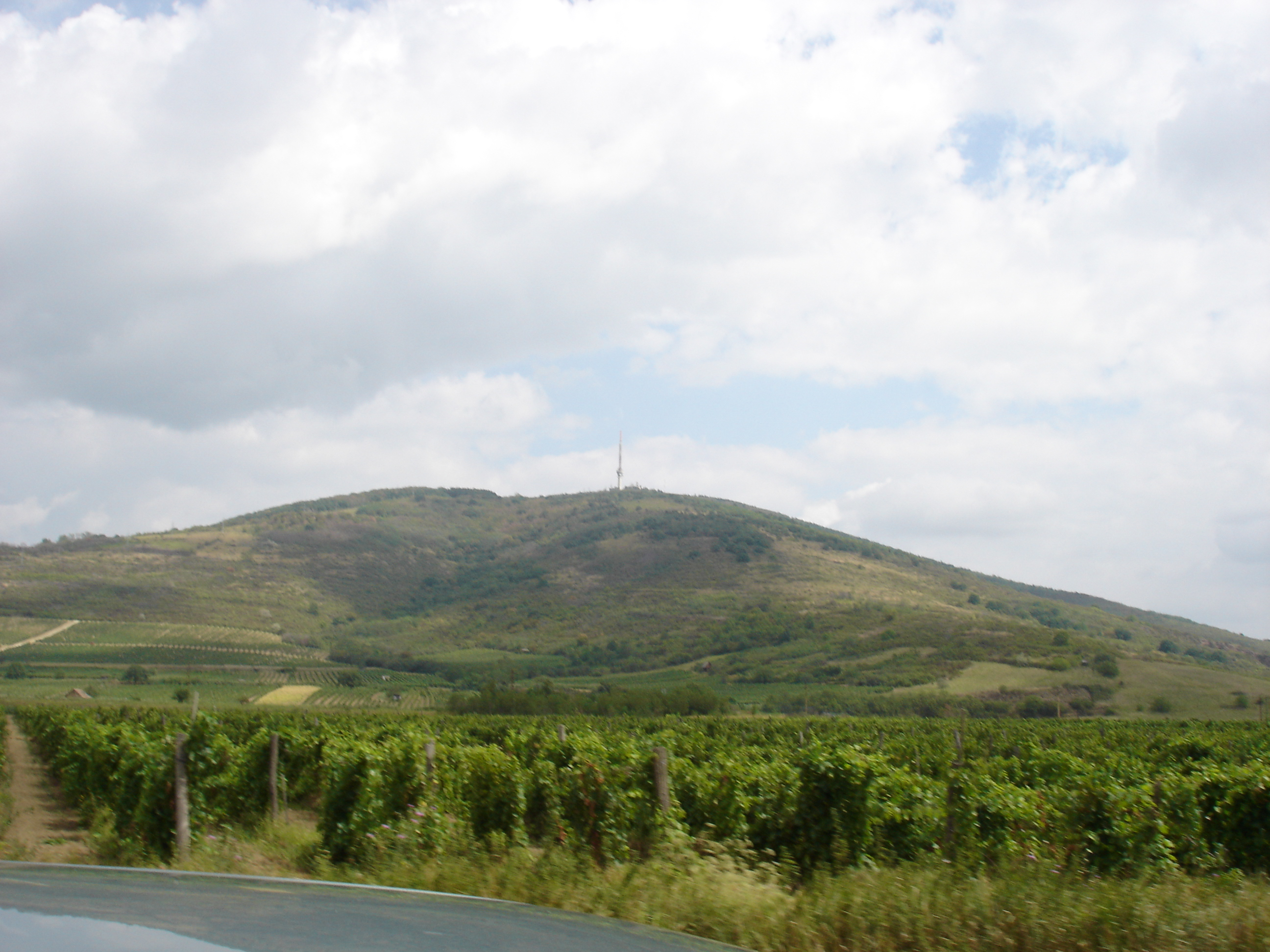
Berget Kopaszhegy, den sydligaste sluttningen i Tokaj-Hegyalja.

Tokaj-Hegyalja är ett vindistrikt i nordöstra Ungern.

## Geografi
Tokaj-Hegyalja ligger vid sydsluttningarna av Zemplénbergen (som är en sydlig del av Karpaterna) och gränsar till den stora ungerska slätten. Genom vindistriktet flyter floden Bodrog, en biflod till Tisza.
Till vindistriktet hör förutom staden Tokaj även ytterligare 26 samhällen Abaújszántó, Bekecs, Bodrogkeresztúr, Bodrogkisfalud, Bodrogolaszi, Erdőbénye, Erdőhorváti, Golop, Hercegkút, Legyesbénye, Mád, Makkoshotyka, Mezőzombor, Monok, Olaszliszka, Rátka, Sárazsadány, Sárospatak, Sátoraljaújhely, Szegi, Szegilong, Szerencs, Tállya, Tarcal, Tolcsva och Vámosújfalu. På senare tid får återigen de två byarna Kistoronya (slovakiska Malá Tŕňa) och Szőlőske (slovakiska Viničky) som numer ligger i Slovakien räknas till vindistriktet Tokaj-Hegyalja.

## Vinproduktionen

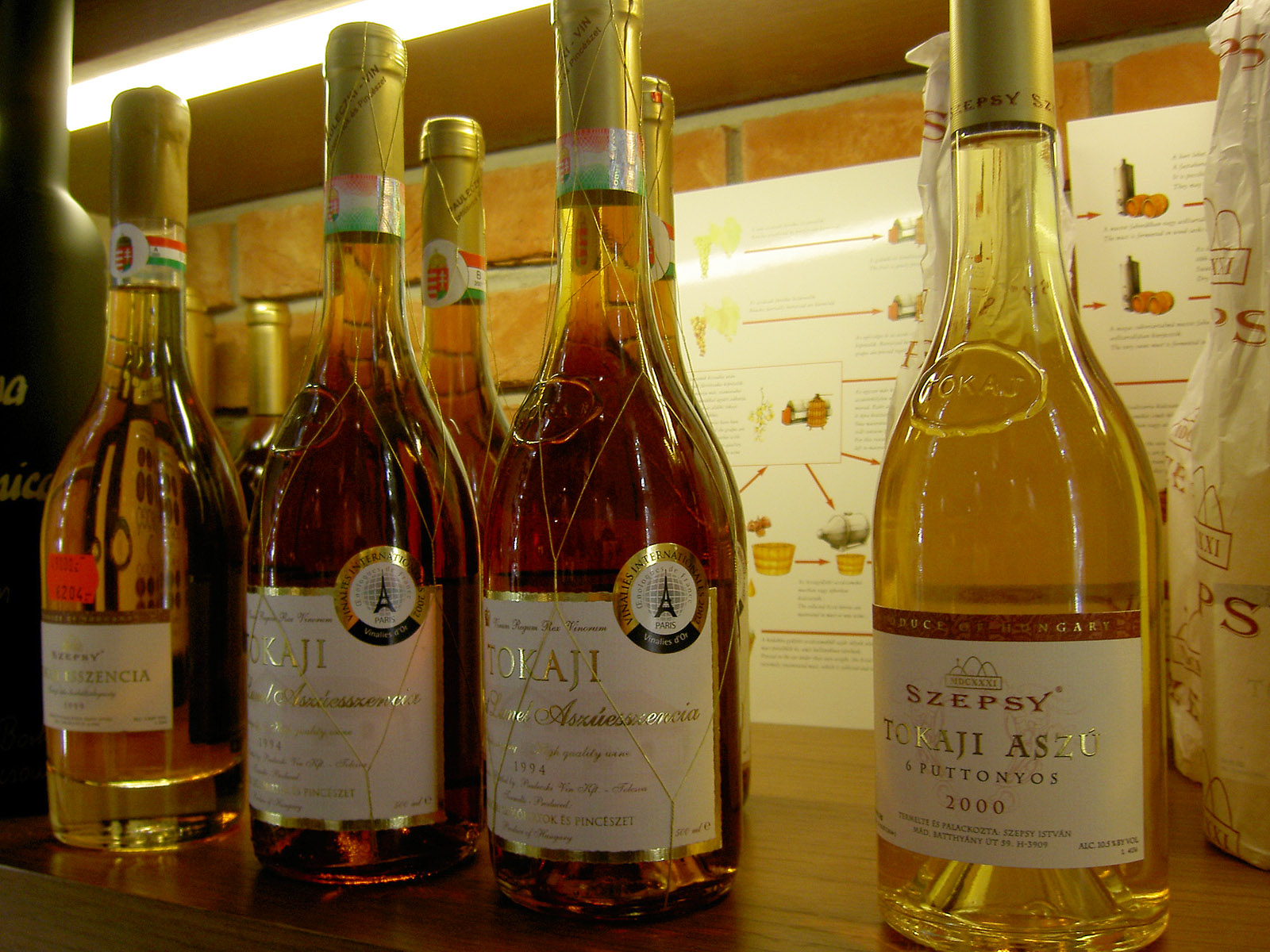
Några av de bästa producenterna

Vinerna är uteslutande vita och görs på framför allt på druvsorterna Furmint, Hárslevelü och Muscat. Men på senare år har även Zéta godkänts. Det produceras både torra och söta viner även om de söta är de som gjort Tokaj känt.  
De söta vinerna görs på druvor som angripits av ädelröta (Botrytis cinerea) i ett antal traditionella typer: 
- Tokaji Szamorodni (Kan vara torr eller söt (Ungerska száraz eller édes)
- Tokaji Aszú,
- Tokaji Aszú-esszencia
- Tokaji Esszencia (nektár)
- Tokaji Forditás
- Tokaji Máslás

### Tokaji Szamorodni
Beteckningen Szamorodni kommer från polska och betyder som det växer. Tokaji Szamorodni görs på druvor som inte selekterats utan blir sött eller torrt beroende på andelen ädelröteangripna druvor. Den torra szamorodnin jäses i öppna kar under ett jästtäcke. Detta täcke kan bildas på den jäsande musten och består av döda jästsvampar. Denna process används även i till exempel Jerez för tillverkning av torr Sherry vilket den torra Szamorodnin har stora likheter med bortsett från att Szamorodnin inte får förstärkas med alkohol.

### Tokaji Aszú

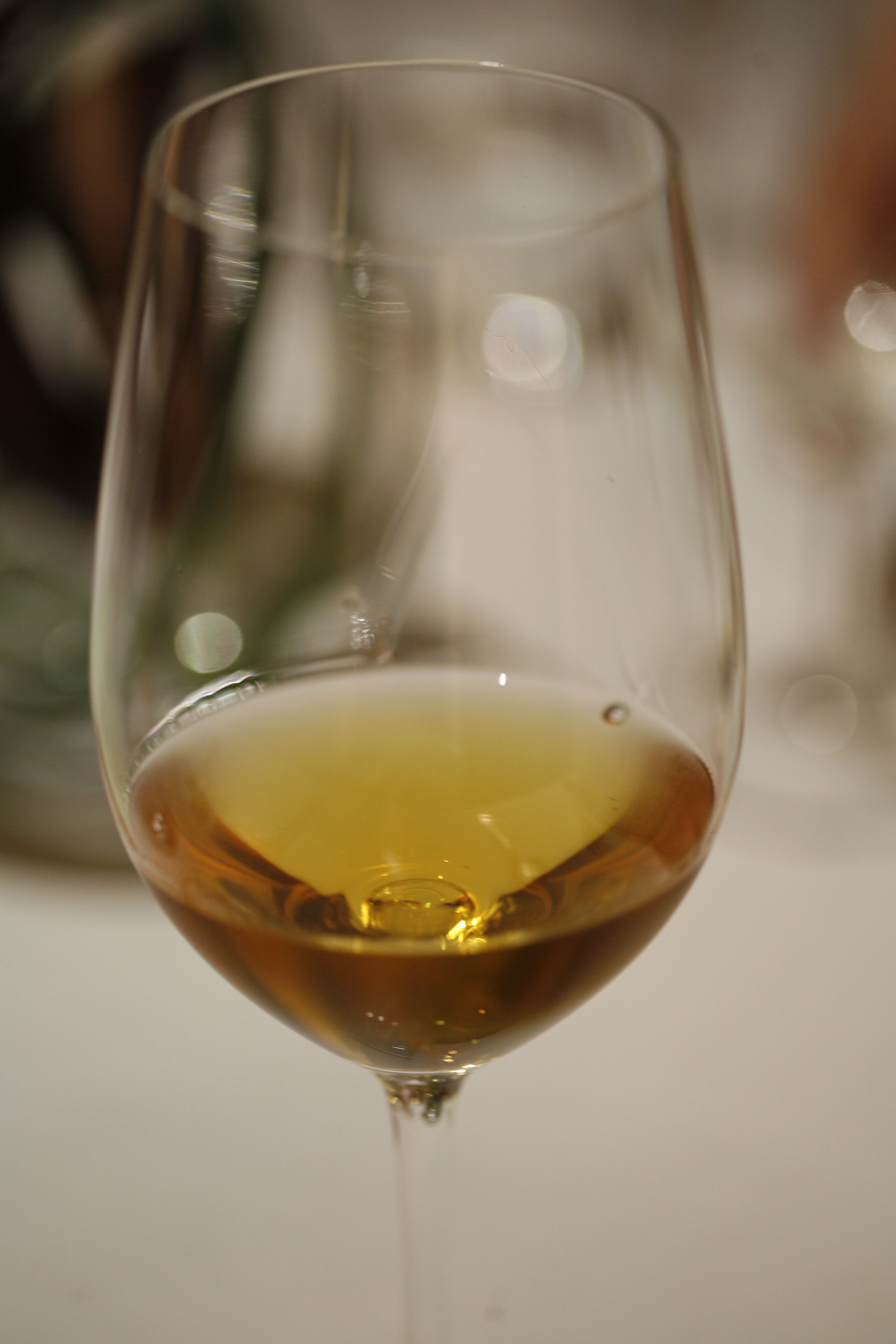
Ett glas Tokaji Aszú 6 Puttonyos

Efter skörden separeras de ädelröteangripna druvorna på ungerska (aszú). Dessa placeras i stora kar och förvaras svalt till de övriga "friska" druvorna pressats och eventuellt jästs till vin. De ädelröteangripna druvorna krossas lätt till en massa som sedan tillsätts till den vanliga musten/vinet för att laka ur socker och smakämnen maceration under ett till två dygn. Därefter sker en ny pressning och musten får jäsa klart. 
Söthetsgraden av Tokaji aszú anges i antalet puttony normalt 3-6 puttonyos. Denna beror av hur stor andel av den s.k. aszún som tillsätts. Traditionellt tillsattes ädelrötedruvor med ett visst antal s.k. puttony till ett ekfat av göncztyp. En puttony är en typ av plockbehållare som bärs på ryggen vid skörd och rymmer ca 20–25 kg druvor. Ett gönczfat rymmer 136 liter. I dagens ungerska vinlag anger antalet puttony en restsockerhalt i gram per liter (g/l). 
- 3 puttonyos minst 90g/l
- 4 puttonyos minst 120g/l
- 5 puttonyos minst 150g/l
- 6 puttonyos minst 180g/l
- Aszú-Esszencia minst 220g/l

### Tokaji Esszencia
Under tiden de ädelröteangripna druvorna väntar på hantering i de kar de förvaras, kommer p.g.a. den egna vikten en del must att samla sig på botten av karen. Denna "självrunna" must innehåller enorma mängder socker och aromämnen. Den tas ibland hand om separat och får jäsa till Tokaji Esszencia eller Nektár. På grund av den höga sockerhalten, ofta över 500g/l men även över 800g/l förekommer, kan den inte jäsa till mer än 3-5% alkohol. Av förklarliga skäl är denna vintyp extremt dyr (5.000-10.000 kronor/l).

### Tokaji Forditás
Tokaji forditas kan sägas vara en andra pressning av aszúdruvorna. Efter att den första pressningen för aszúvinet gjorts innehåller dock fortfarande aszúmassan en hel del socker och aromämnen. Den får då ligga och lakas ur macerera ännu en gång varefter den pressas en andra gång och jäses färdigt.

### Tokaji Máslás
När ett Aszúvin tappas om lämnas en bottensats kvar som innehåller socker och aromämnen. Denna bottensats blandas upp med enkel must och jäses till ett enkelt halvsött vin.

## Historia
Traditionellt tillskrivs den första tillverkningen av Tokaji Aszú till prästen Laczkó Máté Szepsi, verksam vid Zsuzsanna Lorántffys hov. Enligt sägnen skedde detta 1630. Nyare forskning visar dock att de första ädelrötevinerna gjordes flera decennier tidigare sannolikt under andra halvan av 1500-talet. Detta innebär att Tokaj var långt före både Rhen och Sauternes med ädelröteviner. I staden Tokaj finns den berömda Rádóczivinkällaren med sammanlagt 1,5 kilometer gångar och förvaringsplats för 2 000 000 liter vin.
6 februari 2002 togs vindistriktet Tokaj-Hegyalja upp på Ungerns tentativa världsarvslista.